# Luzzasco Luzzaschi
Luzzasco Luzzaschi (Ferrara, 1545 – Ferrara, 1607. szeptember 11.) 16. századi itáliai orgonista, zeneszerző és zenepedagógus.

## Élete
Saját elmondása szerint Cipriano de Rorénál tanult. Valószínűleg Jacques Brunelnél orgonát, és Alfonso dalla Violánál ellenpontozást, miután Rore 1558-ban elhagyta Ferrarát. Szülővárosa katedrálisában kapellmeisterként alkalmazták, és II. Alfonso d'Este herceg szolgálatában állt. Zeneileg ő felelt a híres Concerto delle dameért, amelyhez számos madrigált írt, köztük az 1601-es madrigálokat, amelyek 1–3 szopránra énekeltek és játszottak; ebben a pozícióban számos később híressé vált zenész tanára is volt, mint például Girolamo Frescobaldié.
Hatvankét éves korában halt meg, és a ferrarai karmelita templomban temették el.

## Megállapítások a művészről
Claudio Merulo korának legnagyobb olasz orgonistájaként tartotta számon, Vincenzo Galilei pedig minden kor legkiválóbb zenészei közé sorolta, Pietro Pontio a zene elméletével és gyakorlatával foglalkozó Párbeszédének második részében említi szerzőként és kiváló orgonakutatóként Ezek közül kettőt, az első és a második hangfekvésben, Girolamo Diruta adott ki Transilvano című művének második részében.
Ennek a műnek az első része egy toccatát tartalmazott Luzzasco Luzzaschi negyedik hangján. Requeno apát a 16. század zenészei között említi, akik megpróbálták újra divatba hozni a görögök enharmonikus műfaját, és arról biztosít bennünket, hogy ő épített egy olyan csembalót, amelynek billentyűzete úgy volt elrendezve, hogy bármilyen darabot el tudjon játszani a zene három műfajában, úgymint: diatonikus, kromatikus és enharmonikus (Esszék a harmonikus művészet újjáépítéséről, II. kötet); de az apátot félretájékoztatták, mivel a hangszert, amelyről beszél, Nicola Vicentino építette, és a ferrarai herceg birtokában volt, amint azt Bottrigari Il desiderio, overo de' concerti de' vari strumenti musicali című könyvében elmondja (40–41. oldal az 1559-es kiadásban).

## Művei
Neki tulajdonított művek:
- - 7 könyv ötszólamú madrigálokból
  - I. könyv, Ferrara, 1571
  - II. könyv – Velence, 1576
  - III. könyv – ugyanott, 1582
  - IV. könyv – Ferrara, 1594
  - V. könyv – ugyanott, 1595
  - VI. könyv – uo., 1596
  - VII. könyv – Velence, 1604
- Madrigálok éneklésre és játékra 1–3 szoprán számára – Róma, 1601
- Az ötszólamú madrigálok második választása – Nápoly, 1601
- Sacrarum cantionum öt hangra – Velence, 1598

## Fordítás
- Ez a szócikk részben vagy egészben  a   Luzzasco Luzzaschi című olasz Wikipédia-szócikk ezen változatának fordításán alapul.  Az eredeti cikk szerkesztőit annak laptörténete sorolja fel. Ez a jelzés csupán a megfogalmazás eredetét és a szerzői jogokat jelzi, nem szolgál a cikkben szereplő információk forrásmegjelöléseként.